# Назарова, Зинаида Фёдоровна
Зинаида Фёдоровна Назарова — советский хозяйственный и политический деятель.

## Биография
Родилась в 1929 году в селе Старосеславино Козловского округа Центрально-Чернозёмной области. Член КПСС с 1966 года.
Окончила средняя школу.
В 1950—1984 гг. — шприцовщица, рабочая, бригадир рабочих Московского мясокомбината Министерства мясной и молочной промышленности РСФСР.
Избиралась депутатом Верховного Совета РСФСР 9-го созыва. Делегат XXIV и XXV съездов КПСС.
Указом Президиума Верховного Совета СССР от 16 января 1974 года Назаровой Зинаиде Фёдоровне присвоено звание Героя Социалистического Труда с вручением ордена Ленина и золотой медали «Серп и Молот».
Умерла в 2006 году в Москве.